# Ralún
Ralún es una localidad del sur de Chile ubicada en el estuario del Reloncaví, al borde de la desembocadura del río Petrohué y del río Ralún o río del Este, en la Región de Los Lagos. Se encuentra a 30 km de la localidad de Ensenada, a 79 km de la ciudad de Puerto Varas, a 15 km de Cochamó y a 41 km de Puelo Bajo.

## Toponimia
Recibe su nombre del mapudungun rIlón, Valle.

## Historia
Esta localidad comunicó Chiloé con las ciudades del norte, luego de la gran rebelión de los indios el año 1600.
La búsqueda de la Ciudad de los Césares y la evangelización de los indios poyas y puelches, impulsaron a exploradores y misioneros a arriesgados viajes. Los jesuitas instalados en Chiloé iniciaron la búsqueda del camino de Vuriloche durante el siglo XVIII con el fin de fundar misiones en la región del lago Nahuel Huapi. Este paso, al sur del cerro Tronador, evitaba los riesgos de cruzar la ruta a través de la laguna Cayutué y el lago Todos los Santos. De esta época surgen los nombres del capitán Juan Fernández (1620), y de los padres Nicolás Mascardi —fundador en 1670 de la misión de Nahuel Huapi— y Felipe de la Laguna. Finalmente el padre jesuita Guell no encontró el camino de Vuriloche, hasta que en 1900 fue redescubierto por el capitán chileno Arturo Barrios. En el siglo XIX, fue reabierto el paso Vicente Pérez Rosales, iniciándose un tráfico permanente con Nahuel Huapi.

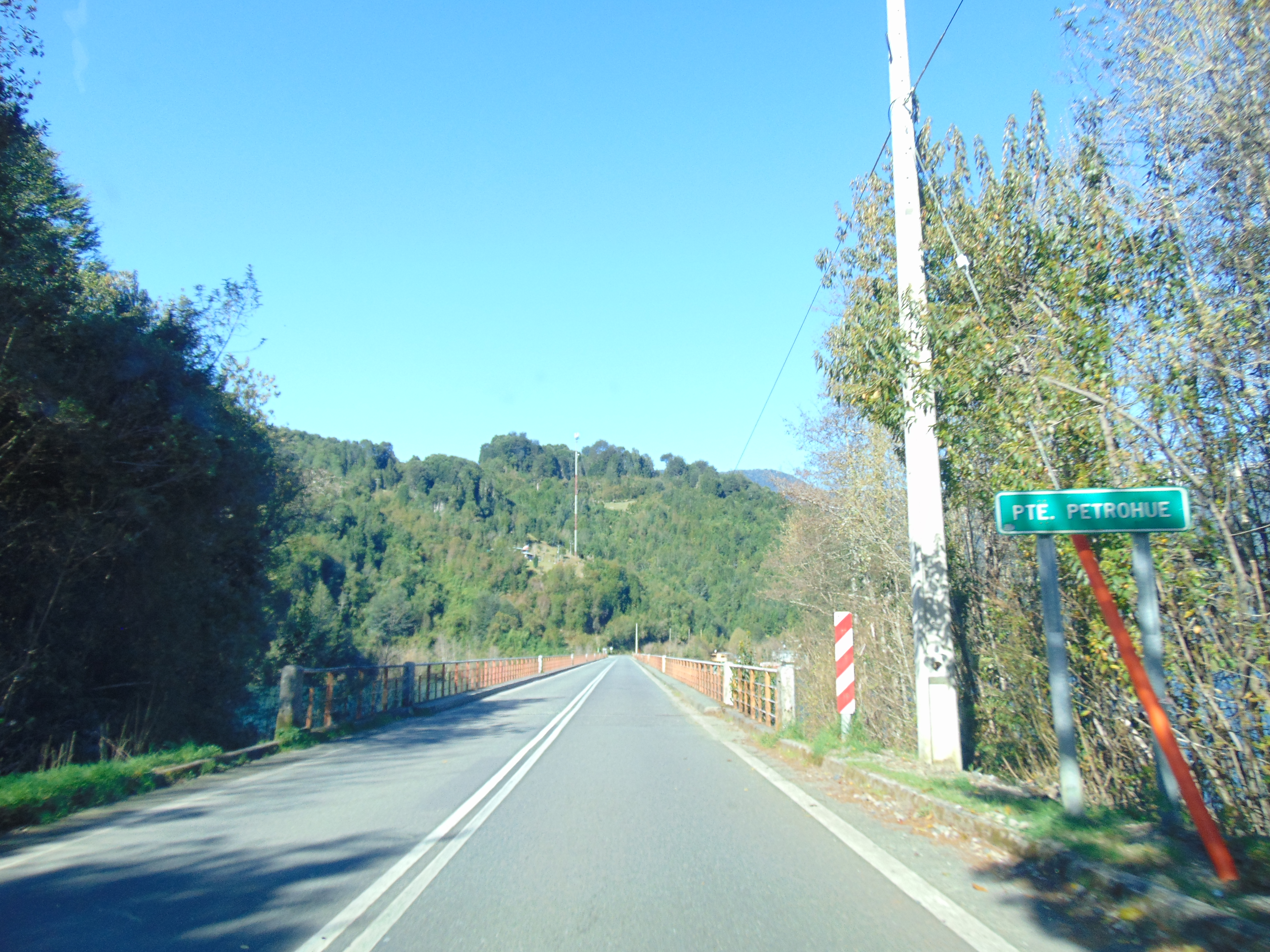
Puente Petrohué

### Colonización
Los primeros habitantes del caserío de Ralún, al igual que los de Cochamó, fueron de origen chilote, quienes accedieron al lugar por el mar, internándose en el estuario del Reloncaví. La mayoría provino de la isla Huar ubicada a doce millas de Puerto Montt. Inicialmente poblaron la zona de Ralún denominada El Este, que tenía las mejores tierras. Es posible que los primeros colonizadores fueran los hermanos Juan Antonio y Julián Velásquez Soto por el año 1834, cuando el estuario de Reloncaví no estaba tan embancado en la bahía de Ralún, que con el tiempo ha acumulado sedimentos arrastrados por los ríos que desembocan en ésta. En esa época no había caminos y el acceso se hacía por mar a través de botes o lanchas, y los colonos viajaban una o dos veces al año a Puerto Montt a aprovisionarse y tardaban tres días de viaje a remo y vela. Más tarde existieron vapores como El Marmolejo y luego aparecieron las lanchas de recorrido que viajaban diariamente desde y hacia Puerto Montt. 
Pobladores recuerdan con cariño las lanchas Catalina, Santa Rosa y Santa Águeda que recorrían las distintas bahías del estuario recogiendo y dejando pasajeros y los productos de la zona. En la primera etapa no había escuelas, pero los padres a su costo trajeron de la isla Huar —de donde la mayoría provenía— a una profesora que les enseñó las primeras letras a los niños y niñas que conformaban familias muy numerosas. Poco después se ocupó el sector de Las Termas, Ladrillos y el valle de Cayutué, que tiene muchos terrenos de mallines, e incluso un sector más lejano denominado Valle Esperanza, ubicado después del portezuelo Cabeza de Vaca, en la frontera con Argentina.

## Pesca deportiva
Se practica en el río Petrohué, río de 38 km de largo que nace tranquilo en un extremo del lago Todos los Santos, y luego se convierte en un impetuoso torrente con numerosos rápidos, que corre entre rocas y lava que rellenan el fondo del valle y finaliza su curso en el estuario de Reloncaví formando un amplio delta con numerosos brazos. También en la laguna Pata, apacible brazo del río, ubicada antes de la cuesta La Codicia, que tiene la particularidad de que alcanza a observarse el cono del volcán Osorno. Cada dos o tres años son famosas la subidas por el río Petrohué de los grandes salmones Chinook, con ejemplares que pesan en promedio 16 kg, que llegan hasta el río Hueñu Hueñu a desovar y a morir.
Otro buen lugar para practicar la pesca deportiva es el lago Chapo, ubicado a 36 km de Ralún. Se trata de un lago de 50 km², con aproximadamente 17 km de largo y 5 km de ancho y cuyas aguas tienen una temperatura entre los 9 y 18 °C.